# Mimosa hassleriana
Mimosa hassleriana är en ärtväxtart som beskrevs av Robert Hippolyte Chodat. Mimosa hassleriana ingår i släktet mimosor, och familjen ärtväxter.

## Underarter
Arten delas in i följande underarter:
- M. h. hassleriana
- M. h. multijuga
- M. h. reducta
- M. h. virgata